# Dorfkirche Ahrensberg

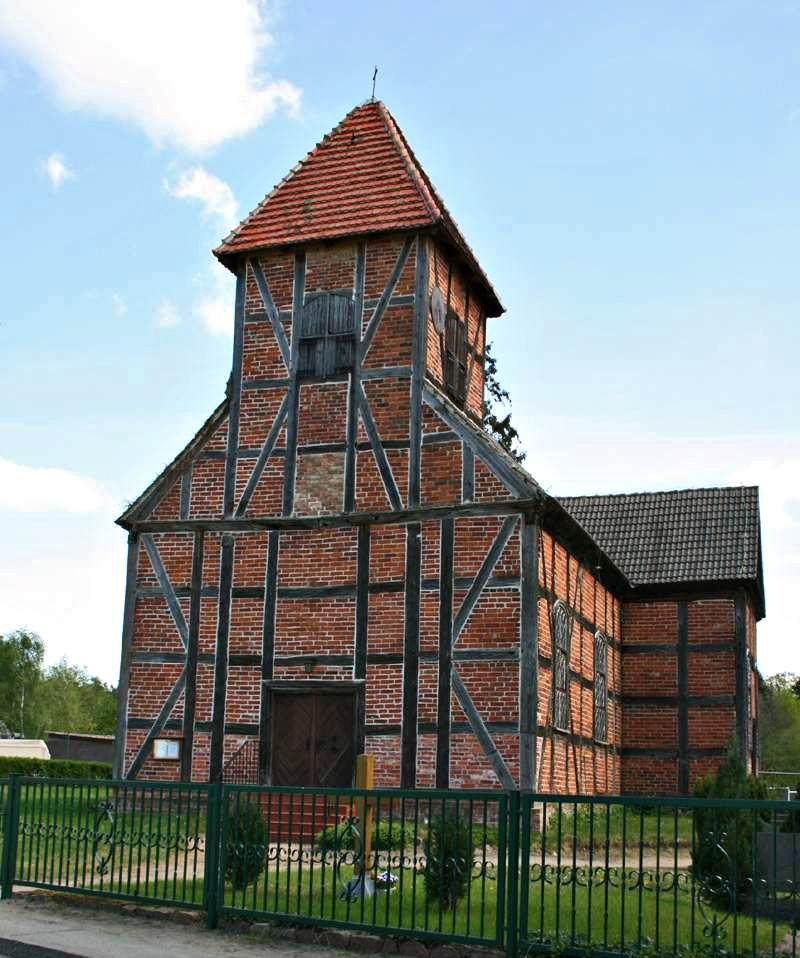
Dorfkirche Ahrensberg (2008)

Die evangelische Dorfkirche Ahrensberg ist ein denkmalgeschütztes Kirchengebäude in Ahrensberg, einem Ortsteil von Wesenberg im Landkreis Mecklenburgische Seenplatte (Mecklenburg-Vorpommern). Das Gebäude steht inmitten eines Friedhofes. Die Gemeinde gehört zur Evangelischen Kirche in Mecklenburg-Vorpommern.

## Geschichte und Architektur
Es sind zwei Vorgängerkirchen belegt, das heutige Gebäude wurde unter dem Patronat der Familie von Hahn gebaut. Auf dem schlichten Fachwerkgebäude sitzt im Westen ein Dachturm, der in das Schiff integriert ist. Wegen Baufälligkeit musste 1962 der Turmaufsatz verkleinert werden, der Pyramidenhelm ist mit Ziegeln gedeckt. Das Fachwerk ist dreifach versiegelt. An den Eckstreben im Turm und im Chor sind die Figuren Wilder Mann und Halber Mann zu sehen. Erschlossen ist der 1767 errichtete Bau durch eine Säulenvorhalle. Der Kirchenraum mit Spiegeldecke ist tonnenartig überwölbt. Die Grabkapelle für die Familie von Voss ist ein neugotischer Backsteinbau, der in der Mitte des 19. Jahrhunderts errichtet wurde. Das Satteldach ist nach Osten abgewalmt, der Turm mit einem Pyramidendach bekrönt. Ziegelsichtige Ausfachungen bestimmen das Bild. Das rasterförmige Fachwerk ist mit Strebefiguren ausgesteift.

## Ausstattung
Die barocke Ausstattung stammt überwiegend aus der Bauzeit.
- Das Gemälde des schlichten Altars zeigt eine Szene im Garten Getsemani, der marmorisierende Altaraufsatz ist von je einer Säule flankiert. Auf dem Gesims sitzen zwei Putti.[8]
- Eine Engelsfigur trägt die Kanzel, auf dem Schalldeckel sitzen zwei Putti mit Gesetzestafeln.[9]
- An der Südempore befinden sich gemalte Wappen, unter anderen das der Familie Hahn[4] und ein hölzernes Epitaph für die Familie von Buch.[10]

## Restaurierung
Nachdem die Holzteile durch starken Insektenbefall geschädigt waren, wurde die Kirche von 2016 bis 2017 restauriert. Dabei wurde der Insektenbefall bekämpft und der unebene Fußboden aus Ziegeln instand gesetzt. Die Fachwerkkonstruktion am Westgiebel und der Schwellen- und Sockelbereich auf der südlichen Seite wurden fachgerecht instand gesetzt. Auch die Dachkonstruktion mit den Kehlbalken an den Fußpunkten musste gesichert werden. Um die Kirche zu stabilisieren, musste die südliche Seite des Kirchenschiffes saniert.
Für Notsanierungsmaßnahmen stellte die Evangelische Kirche in Mecklenburg-Vorpommern 6.000 € zur Verfügung, die Gesamtsumme betrug 9.000 €.